# Олівер Хартман
Олівер Гартман (нар. 28 червня 1970, Рюссельсгайм-ам-Майн, Німеччина) — німецький геві-метал вокаліст, музикант, композитор та продюсер. Найбільш відомий як засновник гурту At Vance (разом з Олафом Ленком), його теперішнього гурту Hartmann і виступи в багатьох метал гуртах, таких як Freedom Call, Edguy, Rhapsody, рок-опера Genius, Iron Mask,в метал-опері гурту Aina Days of Rising Doom і метал-опері Avantasia, де він виступив як вокаліст на чотирьох альбомах і також як гітарист на концертах і студійних записах. Він також гітарист і вокаліст гурту Echoes, який грає кавери Pink Floyd.

## Життєпис
Гартман розпочинав кар'єру як гітарист у декількох місцевих гуртах, але у віці 18 років зосередився на співі. Серед інших він грав у таких гуртах як Hanz Damf, Tuned, і Centers, а з останнім вперше виступив за кордоном. Першого успіху він досяг з At Vance, з якими він виступав з 1999 по 2002 роки. Після виходу з At Vance з особистих причин, Гартман більше зосередився на сольній кар'єрі і на студійних записах. До сьогодні Гартман записав п'ять сольних альбомів: Out in the Cold, який був виданий у 2005 році на італійському лейблі Frontiers Records, і на якому він також зіграв на гітарі; Home, виданий на початку 2007 року; живий акустичний DVD/CD Handmade; 3, в кінці 2009 року; Balance виданий у 2012 році. Гартман також співав у італійському гурті Empty Tremor, яка була на розігріві у Dream Theater під час італійського туру у 2004 році. З цим гуртом Гартман також підтримував TOTO під час їхнього європейського турне у 2006 році, House of Lords і The Hooters в 2007. Гурт HARTMANN грала на численних фестивалях, підтримуючи такі гурти, як MOTHER’S FINEST, URIAH HEEP і Y&T. 
В січні 2012 року Гартман також приєднався до ROCK MEETS CLASSIC (за участю Ієн Гіллан/ DEEP PURPLE, Джимі Джеймісон/ SURVIVOR, Стів Лукатер/ TOTO, Кріс Томпсон/екс-MANNFRED MANN’S EARTH BAND і Робін Бек), як вокаліст і гітарист.

## Дискографія

### Hartmann
2005–до сьогодні
- Out in the Cold (2005)
- Home (2007)
- Handmade / Live in Concert (2008)
- 3 (2009)
- Balance  (2012)

### Centers
- Centers - Fortuneteller (1997)

### At Vance
- No Escape (1999)
- Heart of Steel (2000)
- Early Works / Centers (2001)
- Dragonchaser (2001)
- Only Human (2002)

### Empty Tremor
- The Alien Inside (2004)

### Як запрошений музикант
Вокал
- Avantasia - The Metal Opera (2001)
- Avantasia - The Metal Opera Part II (2002)
- Genius - Episode I (2002)
- Magic Kingdom - Metallic Tragedy (2004)
- Iron Mask - Hordes of the Brave (2005)
- Lunatica - The Edge of Infinity (2006)
- Avantasia - The Scarecrow (2008)
- Heavenly - Carpe Diem (2009)
- Vindictiv - Ground Zero (2009)
- Iron Mask - Shadow of the Red Baron (2010)
- Soul Seller - Back to Life (2011)
- Dreamscape - Everlight (2012)
- PelleK - Bag of Tricks (2012)

### Бек-вокал/ Хор/ Гітрара
- Edguy - Mandrake (2001)
- Rhapsody - Rain of a Thousand Flames (2001)
- Freedom Call - Eternity (2002)
- Rhapsody - Power of the Dragonflame (2002)
- Squealer - Under the Cross (2002)
- Aina - Days of Rising Doom (2003)
- Edguy - Hellfire Club (2004)
- Genius - Episode II: In Search Of The Little Prince (2004)
- Freedom Call - The Circle of Life (2005)
- Helloween - Keeper of the Seven Keys - The Legacy (2005)
- Edguy - Rocket Ride (2006)
- HammerFall  – Threshold (2006)
- Freedom Call – Dimensions (2007)
- Genius – Episode III: The Final Surprise (2007)
- Edguy - Tinnitus Sanctus (2008)
- Avantasia - The Wicked Symphony (2010)
- Avantasia - Angel of Babylon (2010)
- Magic Kingdom - Symphony of War (2010)
- Avantasia - The Flying Opera (2011)
- Iron Mask - Black as Death (2011)
- Edguy - Age of the Joker (2011)
- Primal Fear - Unbreakable (2012)
- Avantasia - The Mystery of Time (2013)